# نژاد بومی

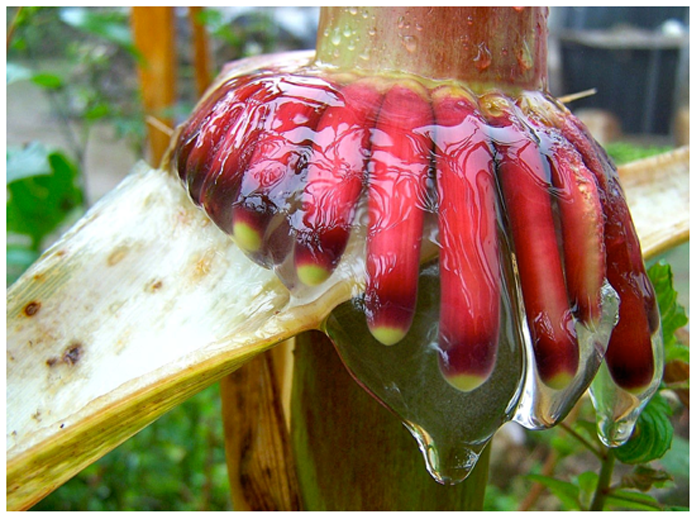
ریشه‌های هوایی یک نژاد بومی ذرت رشدکرده در خاک‌های بدون نیتروژن در سیرا میکس. که با ریشه‌های هوایی گسترده با ژل باکتریایی که ۲۹٪ تا ۸۲٪ از نیتروژن گیاه را تأمین می‌کند، شناخته شده است.

یک نژاد بومی (به انگلیسی: Landrace) نوعی جاندار اهلی‌شده، سازگار محلی، اغلب سنتی، گونه‌ای از گونه‌های جانوری یا گیاهی است که در طول زمان، از طریق سازگاری با محیط طبیعی و فرهنگی کشاورزی و دامداری، توسعه یافته است. و به دلیل جدا شدن از سایر جمعیت‌های گونه. نژادهای بومی از ارقام و از نژادهای استاندارد متمایز هستند.
به یک نژاد بومی یا تولید شده برای مدت طولانی در سیستم کشاورزی که در آن محل یافت می‌شود، به عنوان یک نژاد بومی خودمیهن گفته می‌شود، در حالی که نژادی که اخیراً معرفی شده است، یک نژاد بومی دگرمیهن نامیده می‌شود.

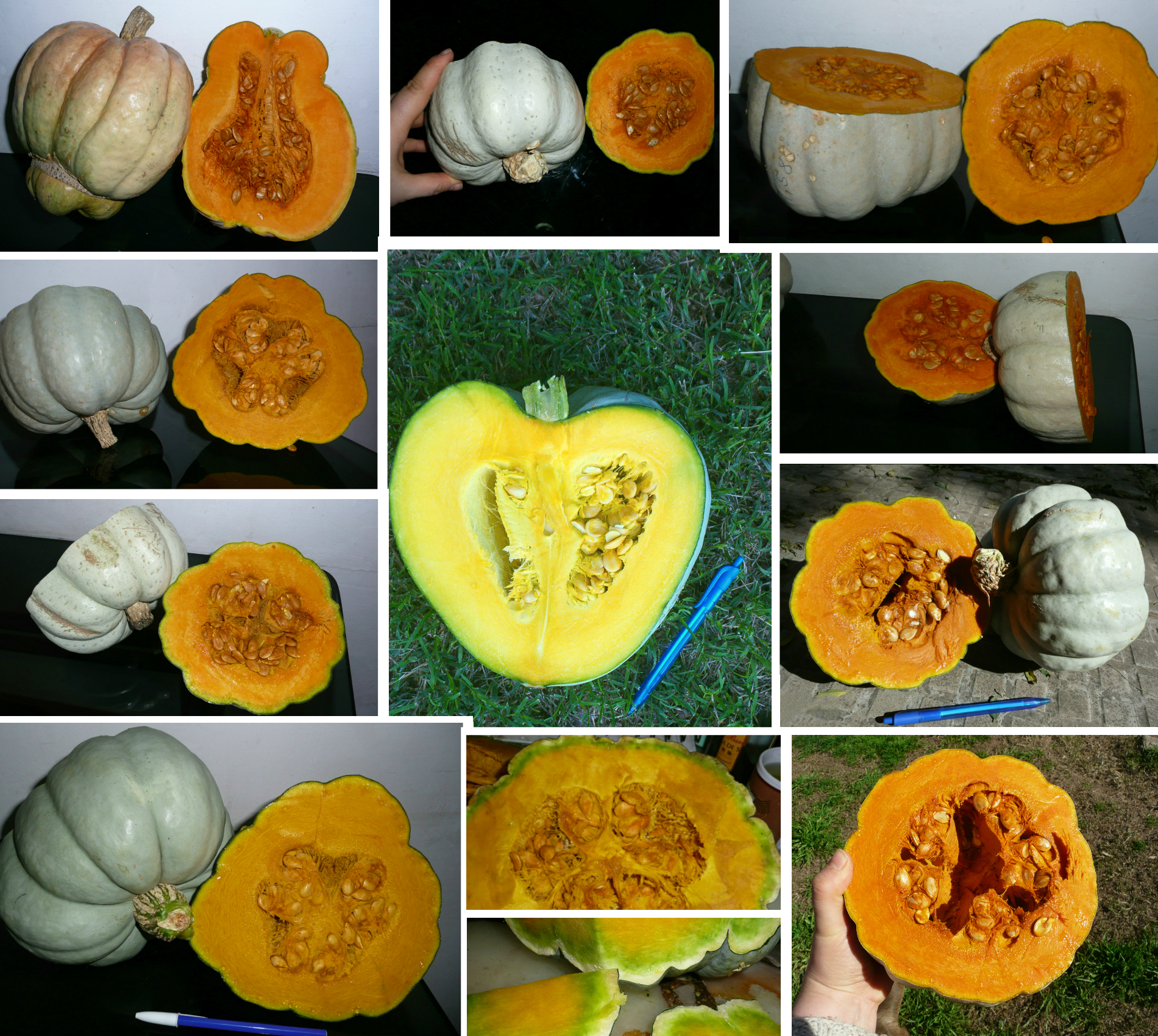
گروهی از میوه‌های گوناگون از نظر ریخت‌شناسی از نژاد بومی کدو Cucurbita maxima Zapallo Plomo

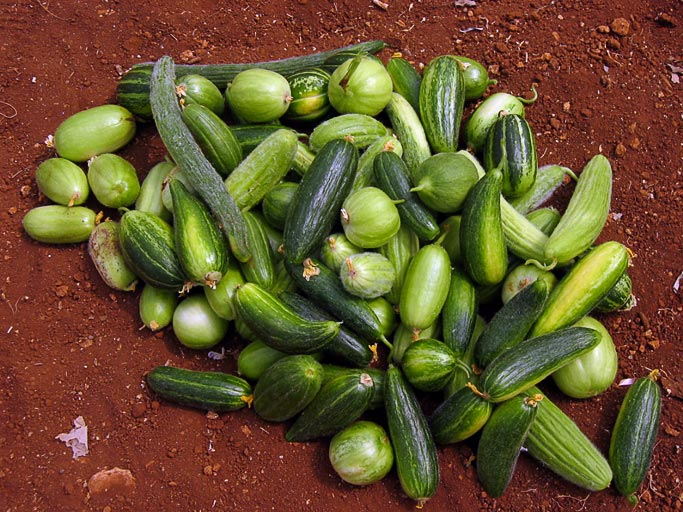
Carosello و Barattiere، نژادهای ایتالیایی Cucumis melo که میوه‌های آن نارس خورده می‌شوند.